# Cremastus lineiger
Cremastus lineiger là một loài tò vò trong họ Ichneumonidae.